# Episodi di Nurse Jackie - Terapia d'urto (prima stagione)
La prima stagione della serie televisiva Nurse Jackie - Terapia d'urto è stata trasmessa in prima visione negli Stati Uniti d'America da Showtime dall'8 giugno al 24 agosto 2009. 
In Italia è stata trasmessa in prima visione da Sky Uno dal 5 marzo al 16 aprile 2010.
| nº | Titolo originale       | Titolo italiano      | Prima TV USA   | Prima TV Italia |
| -- | ---------------------- | -------------------- | -------------- | --------------- |
| 1  | Pilot                  | Pilota               | 8 giugno 2009  | 5 marzo 2010    |
| 2  | Sweet 'n All           | Il dolcificante      | 15 giugno 2009 | 5 marzo 2010    |
| 3  | Chicken Soup           | Zuppa di pollo       | 22 giugno 2009 | 12 marzo 2010   |
| 4  | School Nurse           | Problemi di famiglia | 29 giugno 2009 | 12 marzo 2010   |
| 5  | Daffodil               | Prova di spelling    | 6 luglio 2009  | 26 marzo 2010   |
| 6  | Tiny Bubbles           | Un brindisi a Paula  | 13 luglio 2009 | 26 marzo 2010   |
| 7  | Steak Knife            | L'uomo accoltellato  | 20 luglio 2009 | 2 aprile 2010   |
| 8  | Pupil                  | Pupille sospette     | 27 luglio 2009 | 2 aprile 2010   |
| 9  | Nosebleed              | Sangue dal naso      | 3 agosto 2009  | 9 aprile 2010   |
| 10 | Ring Finger            | L'anello             | 10 agosto 2009 | 9 aprile 2010   |
| 11 | Pill O-Matix           | Grossi guai per Zoey | 17 agosto 2009 | 16 aprile 2010  |
| 12 | Health Care and Cinema | Scomode verità       | 24 agosto 2009 | 16 aprile 2010  |

## Pilota
- Titolo originale: Pilot
- Diretto da: Allen Coulter
- Scritto da: Liz Brixius, Linda Wallem e Evan Dunsky

### Trama
Jackie Peyton è una veterana infermiera del Pronto Soccorso che lavora instancabilmente al Manhattan-All Saints Hospital, assecondando la propria dipendenza da droghe e prendendo decisioni talvolta immorali e persino illegali per il "bene" dei suoi pazienti. Qui si scontra con il giovane e presuntuoso dottor Fitch "Coop" Cooper ed insegna malvolentieri all'ingenua e vivace nuova arrivata, l'infermiera Zoey; contemporaneamente mantiene una relazione extraconiugale con il farmacista Eddie, attraverso la quale riesce a procurarsi facilmente prescrizioni di farmaci analgesici.
Nell'episodio in questione, Jackie falsifica un'autorizzazione di donazione degli organi per non far morire inutilmente un ciclista, e punisce un violento sociopatico protetto dall'immunità diplomatica gettando il suo orecchio tagliato nel gabinetto.

## Il dolcificante
- Titolo originale: Sweet 'n All
- Diretto da: Craig Zisk
- Scritto da: Liz Brixius e Linda Wallem

### Trama
Con tre bustine da dolcificante per caffè riempite di Percocet, per poter affrontare la giornata, Jackie si reca al lavoro. Qui un paziente del reparto psichiatrico la colpisce con uno schiaffo, e Jackie supera il momento con la prima delle tre bustine. Accoglie il primo paziente della giornata: un ragazzo ferito dopo una caduta con lo skateboard. Jackie e la dottoressa Eleonor allontanano il dottor Cooper, che ipotizza un aneurisma, pensando ad un suo ulteriore errore medico. 
Intanto Zoey, con suo grande disgusto, trova in un gabinetto del bagno l'orecchio mozzato che Jackie aveva cercato di buttare nell'episodio precedente. Jackie si difende con la caposala Gloria dando la colpa alla nuova arrivata e, subito dopo, Gloria prende una bustina di quello che crede dolcificante da Jackie, drogandosi a propria insaputa.
Poco dopo, Jackie, lasciando da parte il proprio orgoglio e i propri pregiudizi verso Cooper, rivela a questo che l'ipotesi dell'aneurisma era corretta e si congratula con lui. Successivamente, il paziente che aveva colpito Jackie si scusa con lei e le rivela di avere dei disagi a causa della propria vita solitaria con la madre invalida. Infine, prima di tornare dalla famiglia, Jackie soccorre un tassista con forti dolori al petto, dando a lui la sua terza ed ultima bustina di Percocet.

## Zuppa di pollo
- Titolo originale: Chicken Soup
- Diretto da: Craig Zisk
- Scritto da: Mark Hudis

### Trama
Kevin, il marito di Jackie, rivela alla moglie la propria preoccupazione per il carattere nervoso e ansioso della loro figlia Grace, ma Jackie minimizza la questione. Al lavoro, l'infermiera deve fare i conti con il signor Zimberg, un anziano paziente in fin di vita che rifiuta ulteriori trattamenti medici, accettando solamente la cura della moglie a base di zuppa di pollo. 
Intanto il farmacista Eddie rivela a Jackie la possibilità di essere sostituito da un distributore automatico. Jackie si infuria considerando l'eventualità che Eddie se ne vada, pensando anche a come le diverrebbe difficile procurarsi degli analgesici. Jackie chiede al dottor Cooper di votare contro la mozione sull'automatizzazione della farmacia.
Nel frattempo, Zoey cerca di trovare il coraggio di chiedere alla dottoressa O'Hara la restituzione del proprio stetoscopio, e quest'ultima approfitta della timidezza e dell'imbarazzo della neo-infermiera, divertendosi nel metterla in difficoltà.
● Guest Star: Eli Wallach (Sig. Zimberg)

## Problemi di famiglia
- Titolo originale: School Nurse
- Diretto da: Steve Buscemi
- Scritto da: Christine Zander

### Trama
Jackie e Kevin si recano alla scuola di Grace, dove i suoi maestri espongono le loro preoccupazioni relative allo sviluppo psicologico della loro figlia. Essi consigliano loro di rivolgersi ad uno psichiatra e di farle assumere un ansiolitico. Jackie si infuria con gli insegnanti, accusandoli di ritenere insani i bambini al loro minimo segno di diversità dalla norma.
All'ospedale Jackie ha come paziente un bambino di sette anni che si è danneggiato un polmone cadendo al parco giochi. Il bambino viene prontamente curato dalla dottoressa O'Hara. Intanto Zoey si lamenta di come le vengano assegnati sempre i casi più noiosi. Viene così incaricata di visitare un'anziana signora affetta da pneumopatia cronica, che muore poco dopo. Zoey è inizialmente sconvolta, ma viene consolata da Jackie che le spiega come ci sia per tutti una prima volta in cui affrontare la tragedia della morte e come quest'ultima sia sempre difficile da sopportare. 
Nel frattempo, la cinica dottoressa O'Hara, in assenza di Jackie, viene infastidita dall'affetto e della gratitudine che il fratello gemello del bambino ferito le dimostra abbracciandola ininterrottamente – rompendo accidentalmente il suo collant da 80 dollari – e regalandole un disegno.

## Prova di spelling
- Titolo originale: Daffodil
- Diretto da: Steve Buscemi
- Scritto da: Taii K. Austin

## Un brindisi a Paula
- Titolo originale: Tiny Bubbles
- Diretto da: Craig Zisk
- Scritto da: Rick Cleveland

## L'uomo accoltellato
- Titolo originale: Steak Knife
- Diretto da: Steve Buscemi
- Scritto da: Nancy Fichman e Jennifer Hoppe

## Pupille sospette
- Titolo originale: Pupil
- Diretto da: Steve Buscemi
- Scritto da: Liz Flahive

## Sangue dal naso
- Titolo originale: Nosebleed
- Diretto da: Paul Feig
- Scritto da: John Hilary Shepherd

## L'anello
- Titolo originale: Ring Finger
- Diretto da: Paul Feig
- Scritto da: Liz Brixius

## Grossi guai per Zoey
- Titolo originale: Pill O-Matix
- Diretto da: Scott Ellis
- Scritto da: Rick Cleveland

## Scomode verità
- Titolo originale: Health Care and Cinema
- Diretto da: Scott Ellis
- Scritto da: Liz Brixius e Linda Wallem